# Садо, Александр Андреевич
Алекса́ндр Андре́евич Садо́ (род. 3 февраля 1954, Москва) — советский и российский музыкант, певец, с 1976 года и до настоящего времени — артист-вокалист московского театра «Ленком», с 2002 года —  Заслуженный артист РФ.

## Биография
Александр Садо родился 3 февраля 1954 года в Москве. Учился в музыкальной школе по классу аккордеона. В старших классах организовал с одноклассниками ансамбль «Лирика», выступал на школьных вечерах. В 1970 году ансамбль участвовал в городском конкурсе самодеятельности во Дворце пионеров на Ленинских горах. Затем Александр закончил московское ювелирное училище по специальности огранщик алмазов в бриллианты и в 1974 году, после прохождения службы в армии, устроился на работу на ювелирную фабрику «Кристалл», где проработал несколько месяцев. Осенью 1975 года, по протекции своего знакомого, работавшего осветителем в Московском театре имени Ленинского комсомола ( с 1991 года — «Ленком»), Александр познакомился с музыкантами ансамбля «Аракс» и вступил в их музыкальный коллектив. В ансамбле он пел и играл на флейте, его вокальные возможности существенно расширили репертуар группы. С июня 1976 года Александр Садо в составе «Аракса» стал играть в театре «Ленком». В течение нескольких лет ансамбль вместе с Садо участвовал в спектаклях театра — «Тиль», «Автоград XXI», «Звезда и смерть Хоакина Мурьеты». В 1980 году ансамбль «Аракс» уходит из театра, Александр Садо принимает решение остаться в «Ленкоме». В том же году Марк Захаров пригласил в театр Криса Кельми, а тот, в свою очередь, позвал с собой музыкантов из группы «Виктория» (Павла Смеяна и его брата Александра, Бориса Оппенгейма и др.). Все вместе они образовали новый ансамбль — «Рок-Ателье». Александр Садо в составе нового коллектива участвует в постановке новых спектаклей — «Юнона и Авось» и «Люди и птицы», они делают также новую редакцию спектакля «Звезда и смерть Хоакина Мурьеты». Спектакль «Юнона и Авось» стал главным в жизни Александра Садо. Более тридцати лет он исполняет одну из главных вокальных партий спектакля («Белый шиповник», а так же «Арию Поющей Маски»), ни разу этот спектакль не был сыгран без его участия. Помимо работы в театре Садо совместно с коллективом «Рок-Ателье» в 1980-е годы гастролирует по стране с концертами, записывает пластинки. Когда в 1987 году «Рок-Ателье» покидает «Ленком» и в театр возвращается «Аракс», Садо снова продолжает работать в театре.
Александр Садо на протяжении десяти лет участвовал в сольных концертах Народного артиста РФ Николая Караченцова, принимал участие в записи аудиокассет и компакт-дисков таких композиторов, как Алексей Рыбников, Максим Дунаевский, Геннадий Гладков, Александр Зацепин, Игорь Крутой. В 2002 году записал песню «Золотые облака» для авторского альбома Николая Парфенюка «Мы рядом идём». Записывал также вокальные партии для кинофильмов и мультфильмов.
Живёт и работает в Москве.

## Работы в спектаклях театра «Ленком»
- «Тиль»
- «Звезда и смерть Хоакина Мурьеты»
- «Люди и птицы»
- «Мои надежды»
- «Ва-банк»
- «Юнона и Авось»
- «Ва-банк»[2][4]

## Фильмография

### Исполнение песен
- 1978 — «31 июня»
- 1981 — «Пёс в сапогах»  — (мультфильм)
- 1981 — «Парадоксы в стиле рок» — (мультфильм)[2]

### Роли в кино
- 1983 — «Юнона и Авось» (телеверсия спектакля) — Поющая Маска
- 2001 — «Юнона и Авось» (телеверсия спектакля) — Поющая Маска
- 2004 — «Ва-банк» (телеверсия спектакля) — Патти[2]